# 卐樹林

於2000年11月14日拍攝的卐森林航拍照片

卐樹林（德語：Wald Swastika）是位於德國東北部勃兰登堡乌克马克采尔尼科附近的一群落叶松。這群落叶松在面積約為3,600平方米（4,300平方碼）的松樹林中組成了「卐」符號，而這些落叶松很可能是在1930年代，即希特勒統治德國期間種植的。

## 起源
人們至今仍然不能確定這些落叶松是如何及何時被誰種植成這個模樣的，因此不同的人對卐樹林起源的解釋也不同。其中一個說法指出當地有一位商人因收聽英國廣播公司頻道而被發送到集中營，所以一班當地人於1937年佈置了卐樹林，以表示他們自己對納粹黨的忠心。
另一個說法指出一位熱心的林務員被當地的希特拉青年團團員說服了佈置卐樹林來慶祝阿道夫·希特勒的誕辰。
再有一個說法指出卐樹林是由一位監獄長佈置。這位監獄長這樣做要麼是為了支持希特勒政權，要麼是執行政府官員的命令。

## 歷史
在每年秋天和春天期間，落叶松的顏色都會慢慢轉變，與周邊深綠色的松樹林形成對比，使「卐」符號浮現出來。因為卐樹林的出現時間很短（只有數周），且卐樹林只可在上空俯瞰才能看見，因此在納粹德國倒台後，卐樹林便被忽視了。在東德統治這一帶期間，儘管政府知道卐樹林的存在，但亦無意移除之。
然而，於1992年，統一後的德國政府航測了所有國有土地，並發現了卐樹林。勃兰登堡政府認為卐樹林有損地區形象，並恐怕納粹支持者會把卐樹林視為朝聖地點，因此於1995年移除了組成卐樹林的100棵落叶松中的43棵。儘管如此，剩下來的57棵落叶松仍然組成了「卐」符號，且有些新的落叶松亦長了出來。因此，於2000年12月1日，政府再移除了25棵樹，使「卐」符號變得不明顯了。

## 類似案例
於2006年9月，《紐約時報》報道指出吉爾吉斯斯坦納倫喜馬拉雅山脈邊緣地區亦擁有一個卐樹林，其座標為41°26′53″N 76°23′28″E / 41.448°N 76.391°E。卐樹林出現於蘇聯境內的原因仍然成迷。